# Aegaeon (měsíc)
Aegaeon (předběžné označení S/2008 S1) je nejmenší známý měsíc Saturnu mimo prstenec. Má extrémně protáhlý tvar a jeho povrch je pravděpodobně hladký jako měsíce Methonu. Sonda Cassini provedla celkem 4 průlety poblíž Aegaeonu. Objev Aegaeonu byl oznámen 3. března 2009 na základě pozorování z 15. srpna 2008.